# Hipermnestra
|  | Per a altres significats, vegeu «Hipermnestra (Filla de Testi)». |

Hipermnestra (en grec antic Ὑπερμνήστρα), en la mitologia grega, va ser una de les danaides, casada amb Linceu, fill d'Egipte. Va ser l'única de les germanes que va respectar el seu marit la nit de noces. El seu pare Dànau la volia castigar per haver desobeït les seues ordres de matar-lo i la portà a judici, però el poble d'Argos entengué que mereixia l'absolució. Va abandonar el país amb el seu marit i van tenir un fill, Abant. En una tragèdia perduda, Èsquil va tractar el tema del judici d'Hipermnestra.